# Benedikte Maria Mouritsen
Benedikte Maria Mouritsen egentlig Benedikte Maria Hedegaard Mouritsen (født 17. februar 1995) er en dansk skuespiller, som medvirkede i den anden generation af Min søsters børn 1-3. Endvidere en rolle i en serie kortfilm fra 2003, samt et antal tv-optrædener i perioden 2002 – 2004 (fortrinsvis i børnefjernsyn).
Benedikte Mouritsen studerer medievidenskab på Syddansk Universitet og arbejder som Junior projektleder hos WElearn A/S.

## Filmografi
- Min søsters børn (2001) som Pusle
- Min søsters børn i sneen (2002) som Pusle
- Bella, Boris og Berta [kortfilmsserie] (2003) som Bella
- Min søsters børn i Ægypten (2004) som Pusle